# Innamorato pazzo
Innamorato pazzo è un film italiano del 1981, diretto da Castellano e Pipolo.

## Trama

Adriano Celentano in una scena del film

Cristina, principessa del piccolo regno (immaginario) di Saint Tulipe, è in visita di stato a Roma con tutta la sua famiglia reale. Famiglia dal sangue blu, che però è a corto di soldi e alla disperata ricerca della esorbitante somma di 50 miliardi di lire per salvare l'indipendenza del piccolo regno. Proprio per questo Cristina, la figlia del re, è promessa in sposa a un ricco miliardario (un fabbricante di cannoni militari) per evitare il fallimento del reame contro il suo volere. Annoiata e ribelle, si allontana di nascosto dalla villa dove alloggia e decide di farsi un giro per Roma. Salendo su un autobus come tanti incontra chi le cambierà la vita: un folle e simpatico conducente di nome Barnaba Cecchini.

Ornella Muti in una scena del film

Quest'ultimo s'innamora all'istante di lei e sarà decisissimo a conquistarsi la ragazza contro tutto e tutti. Insieme i due girano per Roma sull'autobus di Barnaba con tantissime divertenti avventure. Nel frattempo, una volta resosi conto che la principessa Cristina è sparita, il padre Gustavo sguinzaglia agenti e poliziotti privati per ritrovarla cercando di non far trapelare la notizia della sua assenza per evitare scandali.
Sarà la stessa Cristina a decidere di tornare volontariamente a casa dopo la bravata lasciando Barnaba nella disperazione. Il tranviere cerca in tutti i modi di ritrovare la ragazza. Dopo aver scoperto la sua residenza grazie alla televisione, si reca sotto l'edificio e le dedica una serenata, accompagnato da tutti i colleghi di lavoro e riesce anche a farsi invitare ad un pranzo di stato dove passa per esperto di politica e finanza grazie alla parlantina sciolta. L’uomo riesce così a conquistare la principessa e i suoi genitori, anche grazie all'affetto di tutta la città.
Quando la storia d'amore tra la principessa ed il tranviere diventa di dominio pubblico e tutta Roma sogna che i due convolino a giuste nozze, Barnaba fa un disperato appello in televisione chiedendo ad ogni cittadino romano di donare 10.000 lire per il matrimonio. Tutta la città risponde alla chiamata. Mentre la famiglia reale si appresta a partire, questa viene salutata dal lancio di milioni di banconote e, alla fine, Barnaba riesce a racimolare i 50 miliardi di lire necessari e a ottenere la mano della principessa.

## Produzione
La villa utilizzata per le riprese è Villa Olmo. La villa si affaccia sul Lago di Como, che però non è mai visibile nel film dal momento che la storia è ambientata a Roma. Per la scena finale dei soldi regalati dalla popolazione, la produzione distribuì migliaia di riproduzioni di banconote da 10 000 lire italiane. La sequenza è stata girata in via Volta a Como, una delle vie più antiche della città.
Le sequenze iniziali mostrano che Barnaba Cecchini abita nello stesso stabile dove fu girato La banda degli onesti di Camillo Mastrocinque del 1956 con Totò e Peppino De Filippo.
L'intera famiglia reale di Saint Tulipe è modellata sulla falsariga della famiglia reale di Monaco. Re Gustavo infatti somiglia al Principe Ranieri, sua moglie Betsy (il nome americano non sembra scelto a caso) è l'esatta copia della Principessa Grace Kelly di cui riprende gli abiti ed i caratteristici occhiali ed, infine, lo stesso personaggio della protagonista Cristina sembra modellato ricalcando l'immagine di Carolina di Monaco; inoltre lo stato di Saint Tulipe ha tutte le caratteristiche del più famoso Principato, come la presenza di un casinò da cui vengono ricavate le entrate economiche. Cristina infine rivela a Barnaba di provenire da uno stato europeo così piccolo che per vederlo sul mappamondo è necessaria una lente. Molte analogie sussistono pure con la trama del celebre film Vacanze romane del 1953.

## Distribuzione
Il film è stato distribuito nelle sale cinematografiche italiane a partire dal 19 dicembre 1981.

## Incassi
La pellicola, con oltre 12 miliardi di lire, è risultata campione d'incassi assoluto nella stagione cinematografica 1981-82.